# آزمون سکرتین کولسیستوکینین
آزمون سکرتینین کولسیستوکینین (به انگلیسی: secretin-cholecystokinin test) ترکیبی از آزمون secretin و cholecystokinin است و برای ارزیابی عملکرد پانکراس و کیسه صفرا استفاده می‌شود.
این تست را می‌توان همراه با سونوگرافی انجام داد تا عملکرد کیسه صفرا را همزمان مشاهده نمود.